# Onomasto de Esmirna
Onomasto de Esmirna (en griego: Ὀνόμαστος) fue el primer vencedor olímpico en el boxeo en la 23.ª Olimpiada, en el año 688 a. C., cuando este deporte fue añadido. Era originario de Esmirna. Según Filóstrato y Eusebio de Cesarea, Onomasto no solamente fue el primer campeón olímpico del boxeo sino que también escribió las reglas del boxeo griego clásico. Pausanias añade que Esmirna (en griego: Σμύρνη) ya era entonces parte de Jonia. Onomasto significa «famoso» literalmente: «tener un nombre» (onoma).